# サンフランシスコ・チーフ

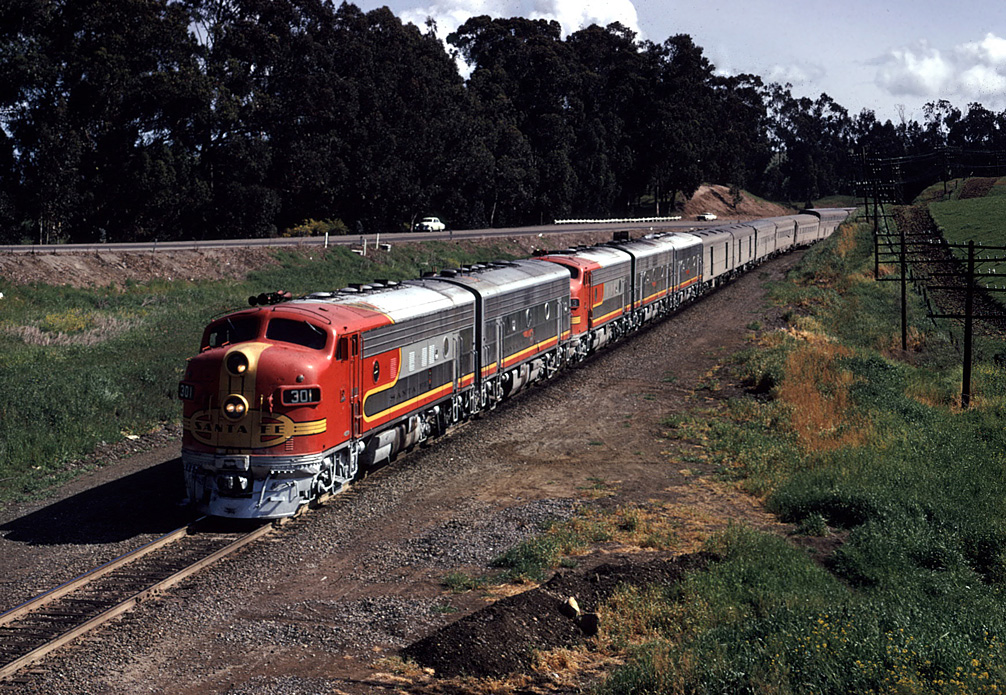
サンフランシスコ・チーフ（1971年4月）

サンフランシスコ・チーフ(San Francisco Chief)は1.2列車として、1954年から1971年までアッチソン・トピカ・アンド・サンタフェ鉄道 (Atchison, Topeka and Santa Fe Railway 略称AT＆SF)が、シカゴ(Chicago, Illinois)とカリフォルニア州リッチモンド・サンフランシスコ(Richmond・San Francisco, California)間に運行していた代表的な大陸横断の旅客列車。

## 概要
1950年代、アッチソン・トピカ・アンド・サンタフェ鉄道 (AT＆SF)ではサンフランシスコ方面に連絡する列車として、グランドキャニオン(Grand Canyon Limited)を運行していたが、サンフランシスコ・チーフ(San Francisco Chief)は、これに代わり1954年に、最後の流線型列車として登場した。
ミルウォーキー鉄道（Chicago, Milwaukee, St. Paul and Pacific Railroad）・ユニオン・パシフィック鉄道 (Union Pacific Railroad)・サザン・パシフィック鉄道(Southern Pacific Railroad)のシティ・オブ・サンフランシスコ(City of San Francisco)や、シカゴ・バーリントン・アンド・クインシー鉄道(Chicago, Burlington and Quincy Railroad、略称CBQ)他2社によるカリフォルニア・ゼファー(California Zephyr)と競合関係にあったが、1971年の全米鉄道旅客輸送公社・アムトラック(National Railroad Passenger Corporation)の発足により運行停止となった。

## 歴史

### 年表
- 1954年: シカゴ・オークランド間運行開始
- 1954年: オークランドからリッチモンド発着に変更
- 1964年: バッド社による2階建車両導入
- 1971年: 全米鉄道旅客輸送公社・アムトラック(National Railroad Passenger Corporation)の発足により運行停止

### 1964年12月27日の編成(サンフランシスコ発シカゴ行き・リッチモンド出発時)
| 使用車両   | 車両愛称・形式      | 車種                                                           |
| ---------- | ------------------- | -------------------------------------------------------------- |
| AT＆SF68L  | PA1ディーゼル機関車 | ディーゼル機関車                                               |
| AT＆SF61A  | PB1ディーゼル機関車 | ディーゼル機関車                                               |
| AT＆SF65L  | PA1ディーゼル機関車 | ディーゼル機関車                                               |
| AT＆SF3664 |                     | バゲージ（荷物車）                                             |
| AT＆SF2792 |                     | コーチ（座席車）                                               |
| AT＆SF544  |                     | ハイレベル・コーチ（2階建座席車）                              |
| AT＆SF702  |                     | ハイレベル・コーチ（2階建座席車）                              |
| AT＆SF549  |                     | ハイレベル・コーチ（2階建座席車）                              |
| AT＆SF550  |                     | ビッグドーム・ドミトリー・ビッフェ・ラウンジ（食堂・乗務員車） |
| AT＆SF1484 |                     | ダイニング                                                     |
| AT＆SF     | VISTA CLUB          | 寝台車（4コンパートメント・1ダブルベッドルーム・ラウンジ）     |
| AT＆SF218  | BLUE POINT          | 寝台車（10ルーメット・2コンパートメント・3ダブルベッドルーム） |
| AT＆SF1623 | PINE COVE           | 寝台車（10ルーメット・6ダブルベッドルーム）                    |
| AT＆SF1634 | PINE KING           | 寝台車（10ルーメット・6ダブルベッドルーム）                    |

## チーフ(Chief)の名を冠した列車
- スーパー・チーフ(Super Chief) (シカゴ - ロサンゼルス)
- チーフ(Chief) (シカゴ - ロサンゼルス)
- カンザスシティ・チーフ(Kansas City Chief) (シカゴ - カンザスシティ)
- テキサス・チーフ(Texas Chief) (シカゴ - ガルベストン)